# Carbacanthographis amicta
Carbacanthographis amicta är en lavart som först beskrevs av William Nylander och som fick sitt nu gällande namn av Bettina Staiger och Klaus Kalb. 
Carbacanthographis amicta ingår i släktet Carbacanthographis och familjen Graphidaceae. Inga underarter finns listade i Catalogue of Life.